# Atikamekw

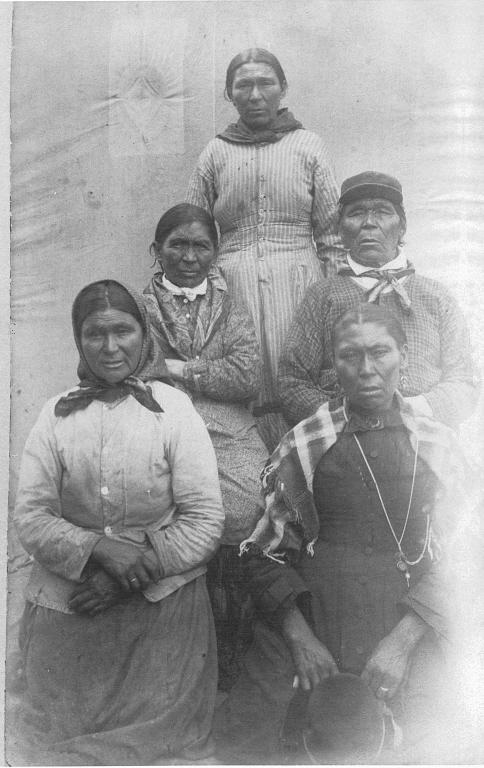
Foto de grupo familiar. Manawan, cerca de 1900

Los atikamekw son los habitantes indígenas del área al que se refieren como Nitaskinan (Nuestra Tierra), en el valle superior del río Saint-Maurice de Quebec (a unos 300 kilómetros al norte de Montreal), Canadá. Su población en 2016 era de 7747 personas. Una de las principales comunidades es Manawan, a unos 160 kilómetros al noreste de Montreal. Tienen tradición agrícola así como de pesca, caza y recolección. Poseen estrechos lazos con el pueblo innu, que fue su aliado histórico contra los inuit.
La lengua atikamekw, una variedad del idioma cree dentro de la familia álgica, sigue siendo de uso cotidiano, por lo que se encuentra entre las lenguas indígenas menos amenazadas de extinción. Su tierra natal ha sido, en gran medida, apropiada por las compañías madereras y su antiguo modo de vida está casi extinguido. Su nombre, que literalmente significa "peces blancos", también se escribe "Atihkamekw", "Attikamekw", "Attikamek" o "Atikamek". Los colonos franceses se refirieron a ellos como Têtes-de-Boules, que significa "cabezas de bola" o "cabezas redondas". Un pequeño número de familias todavía se gana la vida haciendo cestas tradicionales de corteza de abedul y canoas.

## Historia
Los primeros documentos comienzan a mencionar a los atikamekw a principios del siglo XVII, cuando vivían en el bosque boreal de la Alta Mauricie. Se habían formado en torno a un grupo de 500-600 personas, presentándose así como "una de las naciones más considerables del norte". En estos primeros documentos, los atikamekw eran citados como "Atikamegouékhi".
Su alimentación se basaba en la pesca y la caza, suplementando su dieta con productos agrícolas como el maíz y el jarabe de arce, que conseguían hirviendo la savia extraída de los arces. Las herramientas se hacían de madera y la ropa con pieles de animales, obteniendo otras necesidades a través del comercio con tribus de áreas cercanas. En verano, los atikamekw se reunían en lugares como Wemotaci. Luego, en otoño, recogían y se dispersaban por el bosque boreal para el invierno.
Cuando los franceses llegaron a la región, los atikamekw se volvieron cada vez más dependientes del comercio controlado externamente, particularmente el comercio de pieles. Fueron considerados un pueblo pacífico, compartiendo la región con los innu al este, los cree al norte y los algonquinos al sur, pero tuvieron conflictos con los mohawks. A través de sus aliados innu, los atikamekw sufrieron enfermedades devastadoras que fueron traídas por los europeos. Alrededor de 1670-1680, una epidemia de viruela devastó la tribu. Los franceses condujeron a los atikamekw a una guerra comercial entre los innu y los iroqueses. Aquellos atikamekw que habían sobrevivido a la viruela fueron masacrados por los iroqueses.
Sin embargo, a principios del siglo XVIII, un grupo llamado Tête-de-Boule reapareció en la región. Aunque no hay certeza sobre el origen de este grupo, pudieron haber sido un reagrupamiento de los pocos supervivientes que estuvieran asociados con otras tribus nómadas. Sin embargo, no se considera que estén relacionados con los antiguo atikamekw, a pesar de que vivían en la misma zona y tenían el mismo nombre.
Hoy en día, los atikamekw, al igual que sus aliados históricos innu, sufren el envenenamiento por mercurio debido a la contaminación del suministro de agua provocada por las centrales de energía eléctrica.

## Población
| Comunidades | Nombre oficial                                   | Población total | Residentes | No residentes |
| ----------- | ------------------------------------------------ | --------------- | ---------- | ------------- |
| Manawan     | Atikamekw de Manawan                             | 2576            | 2197       | 379           |
| Obedjiwan   | Atikamekw de Opitciwan                           | 2683            | 2225       | 458           |
| Wemotaci    | Consejo Atikamekw de Wemotaci                    | 1730            | 1358       | 372           |
| Total       | Attikamekw Sipi - Consejo de la Nación Atikamekw | 6989            | 5780       | 1209          |

## Cultura
Los atikamekw tienen su propia cultura, idioma y rituales tradicionales, aunque tuvieron fuertes influencias de los pueblos vecinos. De esta agrupación se desarrollaron tres comunidades prominentes, donde cada una hablaba el mismo idioma, pero con dialectos únicos. Los miembros de la tribu hablan generalmente el idioma atikamekw, pero la mayoría no lo escribe.
Tradicionalmente, los atikamekw vivían en casas en forma de cúpula, cubiertas con corteza llamada "piskokan". El piso estaba cubierto de ramas de abeto y las pieles se utilizaban como camas y mantas. Los atikamekw desarrollaron una técnica para preservar la carne mediante el ahumando y el secado, unoceso todavía practicado por algunas familias. Las bayas recogidas se transformaban en una pasta que se podía conservar durante varias semanas.

### Artesanía
La fabricación del equipo de caza (arcos, raquetas de nieve) así como la ropa y las mantas fue una tarea necesaria para la supervivencia. Como todas las Primeras Naciones, los atikamekw se distinguieron por una manera especial de decorar su ropa; una característica distintiva eran las campanillas que cubrían sus prendas ceremoniales, hechas a partir de huesos.
Los atikamekw son reconocidos por su habilidad en la elaboración de artículos con corteza de abedul tales como canastas y canoas. Estas habilidades siempre fueron transmitidas de generación en generación de modo que aún hoy se practican. Curiosamente, las artesanías hechas de corteza de abedul son menos comunes en Obedjiwan que en otras comunidades ya que habitan en el bosque boreal, donde predominan las coníferas.

### Las estaciones y la división del año
Entre los atikamekw, el año se divide en seis estaciones. En cada estación hay una actividad principal. Las estaciones comienzan con Sîkon, una pre-primavera en la que los atikamekw solían fabricar cestas de corteza que servían para albergar la savia de arce. Después de Sîkon seguía Mirôskamin, la primavera propiamente dicha. En esta temporada, los atikamekw se dedicaban a la pesca y la caza. Estas actividades continuaban en Nîpin (verano). 
Durante Takwâkin (otoño), los atikamekw se dedicaban a la caza de alces. Durante el comienzo del invierno, o Pîtcipipôn, se cazaban castores, mientras que en invierno, o Pipôn, fabricaban redes para pescar bajo el hielo o raquetas de nieve. Junto con las estaciones, los atikamekw dividen el año en 12 meses. Los nombres de cada mes se basan en la actividad principal en la que se involucraba la sociedad atikamekw. Los meses son:
- Kenôsitc Pisimw: enero
- Akokatcic Pisimw: febrero
- Nikikw Pisimw: marzo
- Kâ Wâsikatotc Pisimw: abril
- Wâpikon Pisimw: mayo
- Otehimin Pisimw: junio
- Mikomin Pisimw: julio
- Otâtokon Pisimw: agosto
- Kâkône Pisimw: septiembre
- Namekosi Pisimw: octubre
- Atikamekw Pisimw: noviembre
- Pîtcipipôn Pisimw: diciembre